# Les Gros Q.I.
Les Gros Q.I. (France) ou La Bande des Q.I. (Québec) (Saved Lisa's Brain) est le 22e épisode de la saison 10 de la série télévisée d'animation Les Simpson.

## Synopsis
Pendant que Homer participe au concours de l'individu le plus repoussant de Springfield afin de gagner un voyage au soleil, Lisa écrit au journal local une lettre de réflexion sur la nature humaine, qui passe totalement inaperçue. Alors que Homer vole le deuxième prix du concours, une séance de photos érotiques, Lisa se fait inviter à une réunion secrète tenue par la Mensa, une société regroupant l'élite intellectuelle de la ville. Elle intègre rapidement le groupuscule et se sent enfin comprise. Mais lorsque le maire s'enfuit, la Mensa se retrouve seule pour administrer la ville.